# Österreichischer Staatsbankrott von 1811

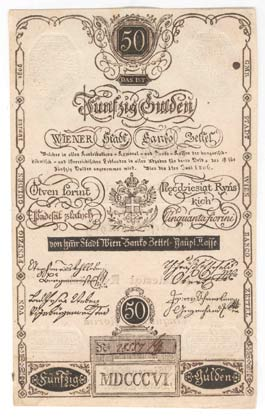
Österreichischer Bancozettel von 1806

Der Österreichische Staatsbankrott 1811 war die Folge der Zerrüttung der österreichischen Staatsfinanzen im Verlauf der Napoleonischen Kriege.
Das Kaisertum Österreich hatte den Fünften Koalitionskrieg verloren. Im Frieden von Schönbrunn hatte sich Österreich verpflichtet, 85 Millionen Francs Kriegskontribution an Frankreich zu zahlen. Diese Zahlungsverpflichtung traf ein Land, dessen Staatsschulden bereits durch die vorangegangenen Kriegsjahre stark gestiegen waren. Betrug die Staatsschuld 1789 noch 338 Millionen Gulden, so waren es 1811 bereits 676 Millionen Gulden. Der Schuldendienst verschlang 29 % der Staatseinnahmen.
Die Staatsverschuldung war hauptsächlich über von der Regierung herausgegebenes Papiergeld realisiert worden. Bereits 1762 im Siebenjährigen Krieg hatte Österreich die erste Papiergeldausgabe vorgenommen. Um den andauernden Kursverlust der Papiere zu stoppen, wurde 1797 ein Zwangskurs festgesetzt. Während der Koalitionskriege stieg der Papiergeldumlauf massiv an. Ein erster Versuch, die umlaufende Papiergeldmenge an sogenannten Bancozetteln zu reduzieren, war das Patent vom 26. Februar 1810. Es bot den freiwilligen Umtausch der Scheine gegen Einlösungsscheine an, die wiederum durch eine Vermögenssteuer getilgt werden sollten. Dieses Angebot wurde jedoch nicht angenommen.
Am 20. Februar 1811 erklärte die Österreichische Regierung formell den Staatsbankrott und stellte die Zahlungen teilweise ein. Die Banknoten wurden zum 31. Jänner 1812 für ungültig erklärt. Bis zu diesem Zeitpunkt konnten sie mit einem Abschlag von 80 % gegen neue Banknoten eingetauscht werden. Ebenfalls auf ein Fünftel herabgesetzt wurde der Wert der Kupfermünzen. Die direkte Staatsschuld blieb zwar nominell bestehen; jedoch wurden die vertraglichen Zinsen auf die Hälfte reduziert.
Die mit dem Staatsbankrott verbundene Entlastung des Staatshaushaltes war nicht lange wirksam. Bereits 1812 mit dem Beginn des Sechsten Koalitionskrieges nahm Österreich erneut Schulden auf. Am 1. Juni 1816 folgte der nächste Staatsbankrott des Landes.